# Светско првенство у атлетици на отвореном 1999 — 10.000 метара за мушкарце
Такмичења у трци на 10.000 метара у мушкој конкуренцији на 7. Светском првенству у атлетици на отвореном 1999. одржано је 24. августа на Олимпијском стадиону у Севиљи, Шпанија.
Титулу освојену 1997. у Атини одбранио је Хаиле Гебрселасије из Етиопије. То је његова 4 узастопна златна медаља.

## Земље учеснице
Учествовала су 32 такмичара из 17 земаља.
| 1. Алжир (1) 2. Ангола (1) 3. Етиопија (4) 4. Јапан (3) | 1. Јемен (1) 2. Јужноафричка Република (3) 3. Канада (1) 4. Кенија (3) | 1. Либија (1) 2. Мароко (3) 3. Мексико (1) 4. Португалија (1) | 1. САД (3) 2. Уједињено Краљевство (1) 3. Француска (1) 4. Холандија (1) 5. Шпанија (3) |

## Освајачи медаља
| Освајачи медаља    |            |               |  |  |  |  |
|                    |            |               |  |  |  |  |
|                    |            |               |  |  |  |  |
|                    |            |               |  |  |  |  |
| Хаиле Гебрселасије | Пол Тергат | Асефа Мезгебу |  |  |  |  |
| Етиопија           | Кенија     | Етиопија      |  |  |  |  |

## Рекорди
Списак рекорда у трци на 10.000 метара пре почетка светског првенства 21. августа 1999. године:
| Рекорди пре почетка Светског првенства 1999. | Рекорди пре почетка Светског првенства 1999. | Рекорди пре почетка Светског првенства 1999. | Рекорди пре почетка Светског првенства 1999. | Рекорди пре почетка Светског првенства 1999. | Рекорди пре почетка Светског првенства 1999. |
| -------------------------------------------- | -------------------------------------------- | -------------------------------------------- | -------------------------------------------- | -------------------------------------------- | -------------------------------------------- |
| Олимпијски рекорд                            | Хаиле Гебрселасије                           | Етиопија                                     | 27:07,34                                     | Атланта, САД                                 | 29. јул 1996.                                |
| Светски рекорд                               | Хаиле Гебрселасије                           | Етиопија                                     | 26:22,75                                     | Хенгело, Холандија                           | 1. јун 1998.                                 |
| Рекорд светских првенстава                   | Хаиле Гебрселасије                           | Етиопија                                     | 27:12,95                                     | Гетеборг, Шведска                            | 8. август 1995.                              |
| Најбољи резултат сезоне                      | Хабте Јифар                                  | Етиопија                                     | 27:06,45                                     | Хенгело, Холандија                           | 30. мај 1999.                                |
| Афрички рекорд                               | Хаиле Гебрселасије                           | Етиопија                                     | 26:22,75                                     | Хенгело, Холандија                           | 1. јун 1998.                                 |
| Азијски рекорд                               | Такејуки Накајама                            | Јапан                                        | 27:35,33                                     | Хелсинки, Финска                             | 2. јул 1987.                                 |
| Европски рекорд                              | Антонио Пинто                                | Португалија                                  | 27:12,47                                     | Стокхолм, Шведска                            | 30. јул 1999.                                |
| Северноамерички рекорд                       | Артуро Бариос                                | Мексико                                      | 27:08,23                                     | Западни Берлин, Западна Немачка              | 18. август 1989.                             |
| Јужноамерички рекорд                         | Антонио Фабијан Силио                        | Аргентина                                    | 27:38,72                                     | Брисел, Белгија                              | 3. септембар 1993.                           |
| Океанијски рекорд                            | Шон Крајтон                                  | Аустралија                                   | 27:31,92                                     | Мелбурн, Аустралија                          | 25. новембар 1996.                           |

### Најбољи резултати 1999. години
Десет најбржих светских атлетичара на 10.000 метара пре почетка светског првенства (21. августа 1999.) заузимало је следећи пласман.
| 1.  | Хабте Јифар      | Етиопија    | 27:06,45 | 30. мај |
| 2.  | Пол Тергат       | Кенија      | 27:10,08 | 30. јул |
| 3.  | Ismaïl Sghyr     | Мароко      | 27:12,39 | 30. јул |
| 4.  | Антонио Пинто    | Португалија | 27:12,47 | 30. јул |
| 5.  | Гирма Тола       | Етиопија    | 27:13,48 | 30. мај |
| 6.  | Јулиус Гитахи    | Кенија      | 27:17,66 | 30. мај |
| 7.  | Асефа Мезгебу    | Етиопија    | 27:18,28 | 30. мај |
| 8.  | Симон Маина Муни | Кенија      | 27:18,74 | 30. мај |
| 9.  | Исмаил Кируи     | Кенија      | 27:20,89 | 30. мај |
| 10. | Лука Кеитани     | Кенија      | 27:21,29 | 30. мај |

Такмичари чија су имена подебљана учествовали су на СП 1999.

## Сатница
| Датум            | Резултат | Коло   |
| ---------------- | -------- | ------ |
| 24. август 1999. | 21:30    | Финале |

## Резултати

### Финале
Такмичење је одржано 24. августа 1999. године у 21:30.,
| Пласман | Атлетичар              | Земља                  | ЛР          | ЛРС      | Резултат | Белешка |
| ------- | ---------------------- | ---------------------- | ----------- | -------- | -------- | ------- |
|         | Хаиле Гебрселасије     | Етиопија               | 26:22,75 СР |          | 27:57,27 |         |
|         | Пол Тергат             | Кенија                 | 26:27,85    | 27:10,08 | 27:58,56 |         |
|         | Асефа Мезгебу          | Етиопија               | 27:18,28    | 27:18,28 | 27:59,15 |         |
| 4.      | Гирма Тола             | Етиопија               | 27:13,48    | 27:13,48 | 28:02,08 |         |
| 5.      | Антонио Пинто          | Португалија            | 27:12,47    | 27:12,47 | 28:03,42 |         |
| 6.      | Хабте Јифар            | Етиопија               | 27:06,45    | 27:06,45 | 28:08,82 |         |
| 7.      | Бенџамин Мајо          | Кенија                 | 27:34,38    | 28:01,8  | 28:14,98 |         |
| 8.      | Камил Масе             | Холандија              | 27:34,02    | 27:34,02 | 28:15,58 |         |
| 9.      | Дејвид Кипкорир Челуле | Кенија                 | 27:32,18    | 27:51,90 | 28:17,77 |         |
| 10.     | Халид Ска              | Мароко                 | 27:14,53    |          | 28:25,10 |         |
| 11.     | Хендрик Рамала         | Јужноафричка Република | 27:29,94    | 27:29,94 | 28:25,57 |         |
| 12.     | Тошинари Такаока       | Јапан                  | 27:50,08    | 27:53,37 | 28:30,73 |         |
| 13.     | João N'Tyamba          | Ангола                 | 29:38,92    |          | 28:31,09 | НР, ЛР  |
| 14.     | Енрике Молина          | Шпанија                | 27:49,71    | 27:52,54 | 28:37,19 |         |
| 15.     | Ismaïl Sghyr           | Мароко                 | 27:12,39    | 27:12,39 | 28:41,49 |         |
| 16.     | Саид Бериоуи           | Мароко                 | 27:31,00    |          | 28:46,77 |         |
| 17.     | Мохамед Езер           | Француска              | 27:43,69    | 27:50,58 | 28:47,01 |         |
| 18.     | Кењи Такао             | Јапан                  | 27:56,05    | 27:56,77 | 28:49,95 |         |
| 19.     | Хосе Мануел Мартинез   | Шпанија                | 27:51,82    | 27:51,82 | 28:55,87 |         |
| 20.     | Сатоши Ирифуне         | Јапан                  | 28:02,99    | 28:02,99 | 29:04,09 |         |
| 21.     | Бредли Хаусер          | САД                    | 28:08,12    | 28:08,12 | 29:18,21 |         |
| 22.     | Питер Џулијан          | САД                    | 28:05,42    | 28:05,42 | 29:20,31 |         |
| 23.     | Енох Скосана           | Јужноафричка Република | 27:57,47    | 27:57,47 | 29:30,51 |         |
| 24.     | Алехандро Салвадор     | Мексико                | 28:14,19    | 28:14,19 | 29:36,58 |         |
| 25.     | Бруно Толедо           | Шпанија                | 27:43,29    | 27:49,06 | 29:39,28 |         |
| 26.     | Шон Кејли              | Канада                 | 28:26,89    | 28:26,89 | 29:52,35 |         |
| 27.     | Самир Моусаоуи         | Алжир                  | 28:01,34    | 28:01,34 | 30:20,24 |         |
|         | Џон Браун              | Уједињено Краљевство   | 27:18,14    |          | НЗ       |         |
|         | Шадрак Хоф             | Јужноафричка Република | 27:18,14    |          | НЗ       |         |
|         | Алан Калпепер          | САД                    | 27:39,27    | 27:39,27 | НЗ       |         |
|         | Мохамед Ал-Кхавлани    | Јемен                  | 29:50,0     | 29:50,0  | НЗ       |         |
|         | Али Маброук Ел Заиди   | Либија                 | 28:48,53    | 28:48,53 | НЗ       |         |

Подебљани лични рекорди су и национални рекорди земље коју такмичар представља

### Пролазна времена (финала)
| Дистанца | Атлетичар              | Земља                  | Резултат |
| -------- | ---------------------- | ---------------------- | -------- |
| 1.000 м  | Хендрик Рамала         | Јужноафричка Република | 2:52,59  |
| 2.000 м  | Хендрик Рамала         | Јужноафричка Република | 5:40,13  |
| 3.000 м  | Хендрик Рамала         | Јужноафричка Република | 8:30,19  |
| 4.000 м  | Хендрик Рамала         | Јужноафричка Република | 11:23,98 |
| 5.000 м  | Хаиле Гебрселасије     | Етиопија               | 14:17,17 |
| 6.000 м  | Хаиле Гебрселасије     | Етиопија               | 17:07,68 |
| 7.000 м  | Хаиле Гебрселасије     | Етиопија               | 19:59,94 |
| 8.000 м  | Дејвид Кипкорир Челуле | Кенија                 | 22:43,62 |
| 9.000 м  | Антонио Пинто          | Португалија            | 25:32,07 |